# Portrait de Don Evaristo Pérez de Castro
Le Portrait de Don Evaristo Pérez de Castro – ou autrefois Portrait d'homme – est un tableau réalisé par le peintre espagnol Francisco de Goya vers 1806. De format vertical, cette huile sur toile est le portrait à mi-corps d'Evaristo Pérez de Castro, diplomate et futur homme d'État. Vêtu en gris, il est ici figuré en artiste, apparaissant devant un fond sombre accoudé sur des dessins, une plume à la main droite. 
L'œuvre entre dans les collections publiques françaises en 1902, lorsqu'elle est achetée à Paul Durand-Ruel sur les arrérages du legs de Paul Auguste François Bareiller, disparu en 1887. Elle est depuis lors conservée au musée du Louvre, à Paris.